# Portrait d'une dame (Vélasquez)
Pour les articles homonymes, voir Portrait d'une dame.
Portrait d'une dame (Retrato de una dama) est une peinture à l'huile sur toile réalisée par Diego Vélasquez vers 1625. Il s'agit d'un fragment de 32 × 24 cm sauvé de l'incendie de l'Alcázar royal. 
Exposée au palais royal de Madrid, l’œuvre fait partie des toiles volées entre le 10 et le 14 août 1989, avec notamment la Main de l'archevêque Fernando Valdés également de Vélasquez.

## Historique
La toile a été peinte vers 1625 et exposée dans l'Alcázar royal de Madrid. Elle est endommagée lors de l'incendie de 1734 et retaillée.
La toile est volée entre le 10 et le 14 août 1989 au Palais royal de Madrid, et n'a pas été retrouvée,